# Пушкинская улица (Тверь)
Пу́шкинская улица (ранее Богосло́вская и Гальяновая) — небольшая улица в исторической части Твери, расположена в Центральном районе города.

## Расположение
Пушкинская улица проходит от улицы Андрея Дементьева до улицы Салтыкова-Щедрина. Является продолжением бульвара Радищева и переходит в улицу Серебряную. Проходит параллельно улицам Крылова и Медниковской.
Одна из самых коротких улиц Твери, имеет протяжённость 260 метров.

## История
Пушкинская улица была проведена в соответствии с первым планом регулярной застройки 1760-х годов в составе предместья. Называлась Богословской улицей, происхождение названия неизвестно.
Богословская улица застраивалась одно- и двухэтажными каменными и деревянными домами. В XIX веке 4 дома в начале нечётной стороны принадлежали Ш. И. и П. Д. Гальяни, поэтому улица стала называться Гальяновой. В 1870-х годах эти дома сгорели, и на этом месте к 1879 году был выстроен двухэтажный кирпичный жилой дом, известный в настоящее время как гостиница Гальяни. Нечётная сторона в конце XIX — начале XX века была застроена кирпичными двухэтажными жилыми домами.
В 1918 году Гальяновая улица была переименована в Пушкинскую.

## Здания и сооружения
Здания и сооружения улицы, являющиеся объектами культурного наследия:
- Дом 2 — Городская усадьба (Климентьевых);
- Дом 4 — Усадьба городская;
- Дом 6 — Дом жилой;
- Дом 13 — дом И.Д. Боброва;
- Дом 22 — синагога.